# Метаметафористы
Метаметафористы — поэты, образовавшие в конце 1970-х годов авангардно-подпольный эстетический круг внутри Литературного института им. Горького вокруг понятия «метаметафоры» предложенного преподавателем института Константином Кедровым и учившиеся на одном и том же поэтическом семинаре: 
- Александр Ерёменко;
- Алексей Парщиков;
- Илья Кутик;
- Иван Жданов, хотя и не учившийся в Литературном институте, также входил в этот круг.

Позднее был выдвинут термин «метареализм» (Михаилом Эпштейном), вследствие чего круг поэтов метаметафористов оказался шире.

## Цитаты
Кедрову противопоставлена концепция Михаила Эпштейна, в рамках которой новейшая (на тот момент) поэзия имеет линейную структуру, причём полюсами её (и одновременно бинарной оппозицией, будто бы снимающей срединные феномены) являются концептуалисты и выделенная Кедровым группа поэтов, несколько расширенная численно и именуемая метареалистами или метаболистами, поэтами метаболы. В терминологии Эпштейна метабола есть существенно уточненный и рационализированный вариант метаметафоры.
— Данила Давыдов

Интересный факт: Константин Кедров и Михаил Эпштейн, предлагая новые филологические термины, рассматривают творчество  о д н о г о  круга поэтов — Александра Ерёменко, Алексея Парщикова, Ивана Жданова, Ильи Кутика и других.
Очевидно, что потребность в новой терминологии в 80-е годы прошлого века активно назревала, возникали новые имена, новые течения. Однако возникали они не на пустом месте, и необходимая рецепция распространилась, как это часто бывает в литературоведении, на предмет, безусловно, интересный, но, тем не менее,  в т о р и ч н ы й.
Кедров и Эпштейн точно выразили возникшее явление, сформулировали потребность его зафиксировать и осмыслить. Они развили тезу В. М. Жирмунского о поблекших метафорах, показав, что любая троповая система, если не самообновляется, с течением времени устаревает и тогда проявляет (во многом!) дисфункциональную антиэстетическую и антивыразительную доминанту.
— Евгений Степанов